# Casso (Erto e Casso)
Casso (Cas in dialetto cassano, Sćias in dialetto ertano) è una frazione del comune di Erto e Casso, in provincia di Pordenone.
Sorge a circa 1000 m d'altitudine tra le Prealpi bellunesi e le Dolomiti friulane. Oggi Casso, specie in seguito al disastro del Vajont, è quasi del tutto disabitata.

## Origini del nome
Giovanni Frau ha proposto per Casso due ipotesi etimologiche: dal latino capsum "cassa, gabbia" e quindi "luogo chiuso"; dal latino quassāre "scuotere", con riferimento alle condizioni ambientali. Carla Marcato, notando come la fonetica della dizione ertana Sćias non collimi con la seconda teoria, propende per la prima. Per Giorgio Valussi è in relazione con il ladino chiàsis "villaggio", "gruppo di case" (friulano cjasis “case”). 

## Storia
Casso viene nominata per la prima volta in un documento del 1332 (in Casso), quando alcuni nobili bellunesi ottenevano dall'abate di Sesto al Reghena la facoltà di sfruttarne le risorse. Tuttavia di un centro abitato permanente si ha notizia solo dal 1558.
Casso è quindi più recente rispetto alla vicina Erto e sarebbe stata popolata da boscaioli provenienti dal Bellunese. A conferma di ciò, tuttora vi si parla un idioma di tipo veneto (detto bellunese antico), a differenza di Erto il cui dialetto è vicino al friulano occidentale ed al ladino dolomitico. Le diversità culturali furono alla base dei continui scontri tra i due centri, sfociati talvolta in vere e proprie battaglie. Nel 1703 si arrivò a dividere politicamente le due comunità, già distinte dal punto di vista ecclesiastico (tuttora Casso è in diocesi di Belluno-Feltre, a differenza di Erto che è in diocesi di Concordia-Pordenone).
Casso conserva ancora edifici precedenti al disastro del Vajont.